# Goseong
Der Landkreis Goseong (kor.: 고성군, Geochang-gun) befindet sich in der Provinz Gyeongsangnam-do. Der Verwaltungssitz befindet sich in der Stadt Goseong-eup. Der Landkreis hatte eine Fläche von 517 km² und eine Bevölkerung von 53.532 Einwohnern im Jahr 2019.
Goseong ist unter anderem für seine versteinerten Fußabdrücke von Dinosauriern bekannt.

Lage des Landkreises in Südkorea